# Resolució 1399 del Consell de Seguretat de les Nacions Unides
La Resolució 1399 del Consell de Seguretat de les Nacions Unides fou adoptada per unanimitat el 19 de març de 2002. Després de recordar totes les resolucions anteriors sobre la situació a la República Democràtica del Congo, el Consell va condemnar la captura del poble de Moliro i altres activitats del rebel Reagrupament Congolès per la Democràcia (RCD).
El Consell de Seguretat va recordar que les parts en l'Acord d'alto el foc de Lusaka havien respectat l'alto el foc des de gener de 2001, i que el diàleg entre congolesos era un element essencial del procés de pau. Va condemnar la represa de la lluita al voltant de Moliro i la captura del poble per part del RCD-Goma com una greu violació de l'alto el foc. A més, el Consell va subratllar que cap partit no podia obtenir guanys militars durant el procés de pau. Va exigir que el RCD es retirés immediatament de Moliro i Pweto i que totes les altres parts es retiressin a les posicions defensives requerides en els sub-plans de retirada de Harare.
Recordant que Kisangani també havia de ser desmilitaritzada, la resolució va recordar a totes les parts que complissin l'Acord d'alto el foc i va convidar Ruanda a utilitzar la seva influència per assegurar que el RCD implementés l'actual Resolució. Va donar la benvinguda al desplegament de la Missió de les Nacions Unides a la República Democràtica del Congo (MONUC) a les dues ciutats capturades i va demanar a totes les parts que cooperessin amb ell. Es va instar les parts de l'Acord d'alto el foc a abstenir-se d'accions militars durant el diàleg entre congolesos i es va instar al govern de la República Democràtica del Congo a reprendre la seva participació en el diàleg.
En resposta, el RCD va dir que acollia amb satisfacció la resolució i es va comprometre a lliurar les ciutats al control de la MONUC. L'endemà, el govern congolès va reprendre la seva participació en les converses.